# Кизилтепа (міське селище)
Кизилтепа (узб. Qiziltepa, Қизилтепа) — міське селище в Узбекистані, в Камашинському районі Кашкадар'їнської області.
Статус міського селища з 2009 року.